# Muzeum Gospodarki Mięsnej w Sielinku
Muzeum Gospodarki Mięsnej w Sielinku – powstały w roku 2004 oddział Muzeum Narodowego Rolnictwa i Przemysłu Rolno-Spożywczego w Szreniawie.
Jest to jedyne w Polsce oraz trzecie na świecie (po Niemczech i Węgrzech) muzeum wyspecjalizowane w przetwórstwie żywności i gospodarce mięsnej. Zbiory muzealne poświęcone są historii rzemiosła rzeźniczego i przemysłu mięsnego od połowy XVII wieku do lat 60. XX wieku.